# Piero Valenti
Piero Valenti (Monfalcone, 16 febbraio 1956) è un ex cestista italiano.

## Palmarès
- Campionato italiano: 4

Virtus Bologna: 1975-76, 1978-79, 1979-80, 1983-84
- Coppa Italia: 2

Virtus Bologna: 1974, 1984